# 1-ше послання Тимофію
Перше послання до Тимофія — перший з листів Апостола Павла до свого учня та вірного супутника Тимотея, книга Нового Заповіту.
Два листи до Тимофія і один до Тита становлять окрему групу листів апостола Павла. Їх зазвичай називають пастирськими листами, бо у них не містяться догматичні чи моральні повчання, а лише говориться про особливості, завдання та обов'язки пастирів Церков.

## Час і місце написання
Точне датування послання утруднене недостачею фактичного матеріалу. Виглядає, що послання було написане після звільнення Павла з першого ув'язнення, найімовірніше у 62 — 65, вже після того, як вийшовши на волю, апостол Павло зробив з Тимотеєм подорож на Схід, і залишив його у Ефесі єпископом.
Лист згадується Отцям Церкви — Іринеєм Ліонським, Орігеном та іншими стародавніми письменниками.

## Походження Тимотея
Як повідомляють Дії Апостолів Тимофій був сином юдейки, що навернулася в християнство і елліна (грека) і жив у Лістрі в провінції Лікаонії. Він навернувся у християнство, ймовірно під впливом проповідей апостола Павла у Лістрі під час його першої подорожі (Дії 14:5-23, Дії 16:1), близько 48-49 р.

## Зміст листа, та його розділи
З послання видно, що в середині 60-х років головною проблемою Ефеської церкви була навала численних вчителів, проповідників найрізноманітніших єресей, в основному гностичного характеру. Головні теми послання — боротьба із лжеучителями і проповідування гідного християнського життя. Також з послання видно, що в Ефеській церкві вже чітко виділялися єпископи і диякони.
- Вітання (1 Тим. 1:1-2)
- Неправдиві вчителі (1 Тим. 1:3-11)
- Свідоцтво Павла про своє служіння, подяка за навернення (1 Тим. 1:12-20)
- Про вознесіння молитов (1 Тим. 2:1-8)
- Про жіночої скромності, чоловіки і жінки на спільних моліннях (1 Тим. 2:9-15)
- Вимоги до єпископа (1 Тим. 3:1-7)
- Про дияконів (1 Тим. 3:8-13)
- Церква і таємниця благочестя (1 Тим. 3:14-16)
- Про єретиків. (1 Тим. 4:1-5)
- Боротьба з єресями. Настанови особисто для Тимотея (1 Тим. 4:6-16)
- Настанови поведінці Тимотея з різними групами в Церкві (1 Тим. 5)
- Ще про неправдивих учителів (1 Тим. 6:1-10)
- Наука Тимотею щодо багатіїв (1 Тим. 6:17-21)
- Останні вмовляння Тимотея (1 Тим. 6:11-21)